# 阿里納鎮區 (明尼蘇達州拉基帕爾縣)
阿里納鎮區（英語：Arena Township）是位於美國明尼蘇達州拉基帕爾縣的一個行政鎮區，於1880年設立。。

## 地方資料
阿里納鎮區的面積為96.00平方千米，當中陸地面積為95.00平方千米，而水域面積為1.00平方千米。根據2020年美國人口普查的數據，當地共有人口125人，而人口密度為每平方千米1.3人。